# Allen Rivkin
Allen Rivkin (20 novembre 1903 Hayward, Wisconsin - West Hollywood 17 febrer 1990) va ser un guionista nord-americà cofundador del sindicat de guionistes.

## Biografia
Arribà a Hollywood als principis del cinema sonor el 1931 després de treballar com a periodista en diversos mitjans com el Chicago Tribune. Aquell any va participar com a actor a la pel·lícula Are these our children. Va escriure més de 70 guions entre mitjans dels anys 30 fins a principi de la dècada dels 60. Entre les seves pel·lícules destaquen Joe Smith, American (1942), The Farmer's Daughter (1947) amb el que Loretta Young va guanyar un Oscar a la millor actriu, Dancing Lady (1933) la primera pel·lícula de Fred Astaire, This is My Affair (1937), Till the End of Time (1946) i Prisoner of War (1954). Juntament amb la seva dona, Laura Kerr, va col·laborar en els llibres sobre la indústria del cinema “Hello Hollywood” i “I wasn't born yesterday”. El 1933, juntament amb altres nou guionistes, va ser cofundador del Sindicat de Guionistes, que més tard passaria a ser el Sindicat de Guionistes dels Estats Units. El 1963 va abandonar la carrera de guionista per centrar-se a ser el director de publicitat del sindicat, fundant i editant la seva revista.

## Premis i distincions
1963- Valentine Davies Award
1972- Morgan Cox Award

## Filmografia parcial
- Night world (1932, historia original)
- Is my face red? (1932, guió)
- 70,000 witnesses (1932, diàlegs addicionals)
- What Price Hollywood? (1932, guió)
- The devil is driving (1932, guió)
- Picture Snatcher (1933, adaptació)
- Melody cruise (1933, diàlegs addicionals)
- The Girl in 419 (1933, guió adaptat)
- Headline shooter (1933, guió)
- Meet the Baron (1933, guió)
- Dancing Lady (1933, guió)
- Operator 13 (1934, guió (no consta als crèdits))
- Cheating cheaters (1934, guió)
- Our little girl (1935, guió)
- Black sheep (1935, guió)
- Bad boy (1935, guió)
- It had to happen (1936, escenes addicionals (no consta als crèdits))
- Under two flags 1936, escenes addicionals (no consta als crèdits))
- Champagne Charlie (1936, guió)
- Love is news (1937, diàlegs originals (no consta als crèdits))
- This is My Affair (1937, guió)
- Love under fire (1937, guió)
- Second Honeymoon (1937, guió)
- The baroness and the Butler (1938, guió (no consta als crèdits))
- Let Us Live (1939, guió)
- It could happen to you (1939, història original)
- Typhoon (1940, guió)
- Dancing on a dime (1940, guió)
- Behind the news (1940, historia original)
- Singapore woman (1941, guió)
- Bad men of Missouri (1941, contribució a la història original)
- Highway West (1941, guió)
- Joe Smith, American (1942, guió)
- Kid glove killer (1942, guió)
- Sunday Punch (1942, guió)
- This man's navy (1945, guió (no consta als crèdits))
- Till the end of time (1946, guió)
- The Thrill of Brazil (1946, guió)
- Dead reckoning (1947, adaptació)
- The guilt of Janet Ames (1947, guió)
- The Farmer's Daughter (1947, història original)
- The accused (1949, història original)
- My dream is yours (1949, adaptació)
- Tension (1949, guió)
- Gambing house (1950, guió)
- Grounds for marriage (1951, guió)
- The Strip (1951, història original)
- It's a Big Country (1951, guió del cinquè episodi)
- A letter from a soldier (1951, guió)
- Battle Circus (1953, història original)
- Prisoner of War (1954, història original)
- Timberjack (1955, guió)
- The eternal sea (1955, guió)
- The road to Denver (1955, guió)
- Live fast, die young (1958, guió)
- Girls on the loose (1958, història original)
- The big operator (1959, història original)